# Henryk Krok-Paszkowski

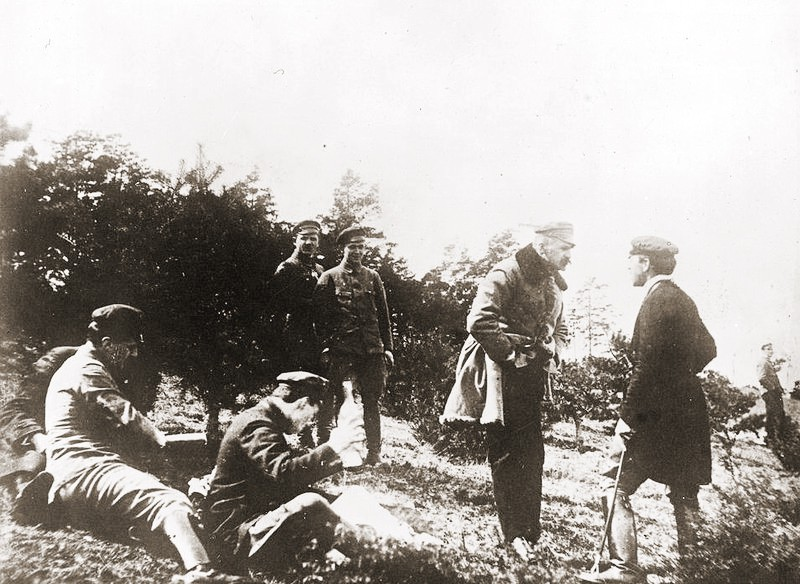
Józef Piłsudski w rozmowie z Henrykiem Krok-Paszkowskim, ćwiczenia POW

Henryk Krok-Paszkowski (ur. 20 marca?/1 kwietnia 1887 w majątku Rudnia Pilańska nad Usą, zm. 7 kwietnia 1969 w Dartford, w Anglii) – generał brygady Wojska Polskiego, weteran wojny polsko-bolszewickiej i kampanii wrześniowej, kawaler Orderu Virtuti Militari.

## Życiorys

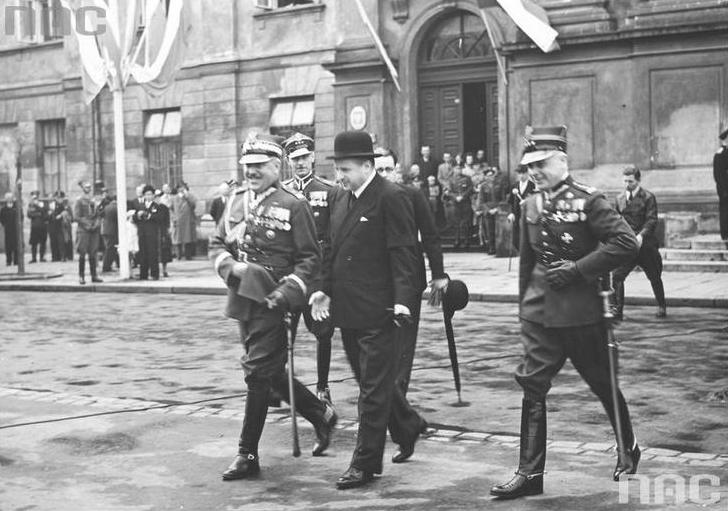
Od lewej: Henryk Krok-Paszkowski, Stefan Starzyński, Stanisław Machowicz podczas Święta Żołnierza w dniu 15 sierpnia 1939 w Warszawie

Był synem Stanisława i Jadwigi ze Straszyńskich, których majątek sąsiadował z majątkiem Oziembłowo. Rodzice przyszłego generała przyjaźnili się z Heleną i Edmundem Dzierżyńskimi, rodzicami Feliksa. 
W latach 1897–1902 uczęszczał do Szkoły Realnej w Pińsku. Studiował na Politechnice Lwowskiej, gdzie związał się ze Związkiem Walki Czynnej i „Strzelcem”.
W okresie od sierpnia 1914 do listopada 1915 pełnił służbę w Legionach Polskich. Był dowódcą I plutonu w 1 Kompanii Kadrowej, potem jej dowódcą oraz dowódcą 4 kompanii w 2 i 5 pułku Legionów Polskich. W listopadzie 1915 odkomenderowany został do Polskiej Organizacji Wojskowej. Był komendantem Obwodu POW w Siedlcach oraz komendantem Szkoły Podoficerskiej w Warszawie. W maju 1917 ponownie w służbie liniowej. Dowodził batalionem w 5 pułku Legionów. Po kryzysie przysięgowym internowany w Beniaminowie.
2 listopada 1918 przyjęty został do Wojska Polskiego i mianowany dowódcą I batalionu 5 pułku piechoty Legionów. W styczniu 1919 objął dowództwo I batalionu 22 pułku piechoty. Walczył w wojnie z bolszewikami. W maju 1920 został dowódcą 22 pp. Przejściowo dowodził także XVII Brygadą Piechoty. Po demobilizacji i przejściu wojska na organizację pokojową, w dalszym ciągu dowodził 22 pp.
Na jego czele wziął czynny udział w przewrocie majowym 1926 po stronie Józefa Piłsudskiego. Zmiany personalne w wojsku przeprowadzone przez Pierwszego Marszałka Polski po zamachu stanu miały bezpośredni wpływ na dalszą karierę pułkownika Krok-Paszkowskiego. Wyznaczenie gen. bryg. Mieczysława Rysia-Trojanowskiego, dotychczasowego dowódcy 9 Dywizji Piechoty na stanowisko dowódcy Okręgu Korpusu Nr IX w Brześciu umożliwiło objęcie stanowiska dowódcy dywizji przez płk. Franciszka Sikorskiego, dotychczasowego dowódcę piechoty dywizyjnej 9 DP. Na zwolnione przez pułkownika Sikorskiego stanowisko wyznaczony został z dniem 9 sierpnia 1926 roku.
Piechotą 9 DP dowodził niecałe dwa lata. 18 lutego 1928 roku został mianowany dowódcą Obszaru Warownego „Wilno” w Wilnie. Pełniąc służbę w wileńskim garnizonie awansował na generała brygady ze starszeństwem z dniem 1 stycznia 1929 roku w korpusie generałów. 9 października 1930 roku został mianowany dowódcą 20 Dywizji Piechoty w Baranowiczach. Dywizją dowodził ponad siedem lat. W styczniu 1938 roku przeniesiony został do Warszawy na stanowisko zastępcy dowódcy Okręgu Korpusu nr I.
W kampanii wrześniowej 1939 miał dowodzić 45 Dywizją Piechoty Rezerwowej, lecz nie zdołał jej zmobilizować. Od 12 do 17 września był komendantem punktu zbornego w Brzeżanach. Od września 1939 do lutego 1941 internowany w Rumunii w obozie w Băile Herculane, potem do kwietnia 1945 w niewoli niemieckiej w Oflagach Dorsten i VI B Dössel. Po uwolnieniu osiadł w Anglii. Jego syn, Jan Krok-Paszkowski wziął udział w powstaniu warszawskim, a po wojnie był szefem Polskiej Sekcji BBC i pracownikiem Rozgłośni Polskiej Radia Wolna Europa. 
Zmarł w szpitalu Joyce Green w Dartford w 1969 roku.

## Awanse
- chorąży – 29 września 1914
- porucznik – 5 marca 1915
- kapitan – 15 czerwca 1915
- pułkownik – 3 maja 1922 zweryfikowany ze starszeństwem z dniem 1 czerwca 1919
- generał brygady – 1 stycznia 1929 ze starszeństwem z dniem 1 stycznia 1929 i 1 lokatą w korpusie generałów

## Ordery i odznaczenia
- Krzyż Srebrny Orderu Wojskowego Virtuti Militari (28 lutego 1921)[6]
- Krzyż Komandorski Orderu Odrodzenia Polski (8 listopada 1930)[7]
- Krzyż Niepodległości (20 stycznia 1931)[8]
- Krzyż Kawalerski Orderu Odrodzenia Polski
- Krzyż Walecznych (czterokrotnie: po raz 2, 3 i 4 w 1921[9])
- Złoty Krzyż Zasługi (10 listopada 1928)[10]
- Medal Pamiątkowy za Wojnę 1918–1921
- Medal Dziesięciolecia Odzyskanej Niepodległości
- Odznaka za Rany i Kontuzje
- Odznaka Pamiątkowa „Pierwszej Kadrowej”[11]
- Krzyż Oficerski Orderu Leopolda (Belgia)